# Wienand Kaasch
Wienand Kaasch (* 30. Januar 1890 in Stolp; † 19. Januar 1945 in Luckau) war ein deutscher kommunistischer Politiker.

## Leben

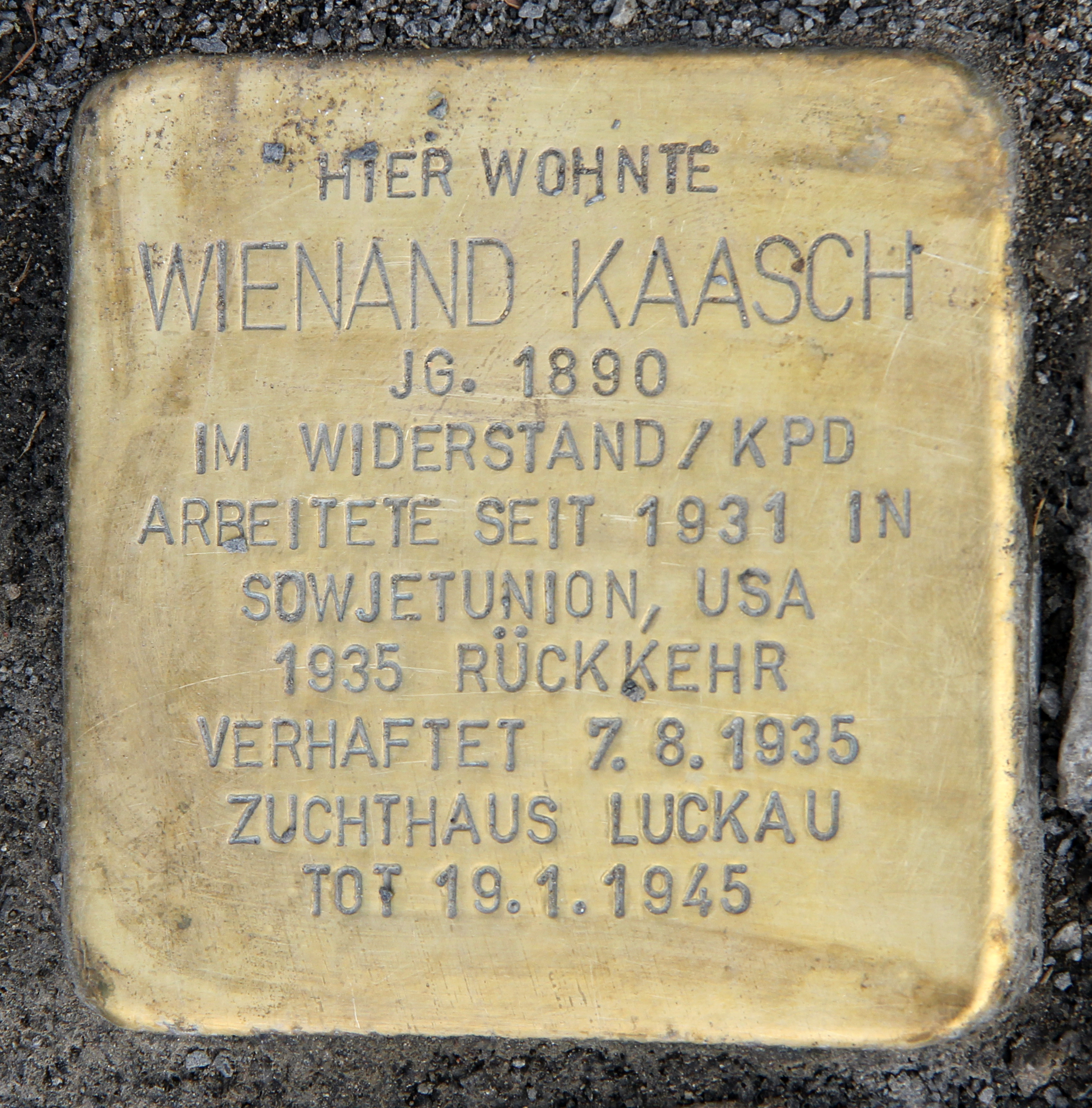
Stolperstein am Haus, Parchimer Allee 94, in Berlin-Britz

Er war Schlosser von Beruf und trat 1912 in die SPD ein. Mit einem Teil der Partei wechselte er 1917 zur USPD und 1920 zur KPD. In Berlin übte er mehrere Funktionen für die Partei aus. Zwischen 1922 und 1928 war er mit Herta Geffke verheiratet. Im Jahr 1923 entsandte ihn die Parteizentrale ins Ruhrgebiet. Danach war er 1925 Mitarbeiter der Organisationsabteilung bei der Parteiführung. Nachdem er die Organisation im Ruhrgebiet untersucht hatte, wurde er kurzzeitig verhaftet. Im Jahr 1925 wurde er politischer Leiter der KPD im Saargebiet. 
Danach war er erneut in der Organisationsabteilung der Zentrale tätig und stieg zum Abteilungsleiter auf. Er war maßgeblich verantwortlich für die sogenannten Reichskontrollen 1927 und 1929. Dies waren statistische Erhebungen über die innere Struktur der Partei. Diese bilden eine wichtige Quelle zur Erforschung der Mitgliederstruktur der Partei. Daneben war er von 1928 bis 1932 Mitglied des preußischen Landtages. Allerdings war er schon 1931 aus Deutschland abgezogen worden und arbeitete als Instrukteur für die Komintern. Er war unter anderem in den USA, Rumänien und Großbritannien tätig.
Im Jahr 1933 emigrierte er in die Sowjetunion. In Moskau war er am Internationalen Agrarinstitut beschäftigt. Im Jahr 1935 kehrte er zusammen mit Erich Glückauf heimlich nach Deutschland zurück. Er sollte politischer Leiter der neu organisierten illegalen Leitung in Berlin werden. Am 7. August 1935 wurde Kaasch bei einem Treff mit dem Obertechniker Wilhelm Knapp verhaftet. Dabei wurden zahlreiche Aufzeichnungen über die illegale Parteiarbeit von der Polizei sichergestellt. 
Er wurde am 9. Mai 1936 zu zwölf Jahren Zuchthaus verurteilt. Er starb an einer schweren Erkrankung im Zuchthaus Luckau.  
Am 9. September 2017 wurde an seinem ehemaligen Wohnort, Berlin-Britz, Parchimer Allee 94, ein Stolperstein verlegt.

## Schriften
- Die soziale Struktur der kommunistischen Partei Deutschlands. In: Die kommunistische Internationale. 9, 1928 S. 1050–1067.